# Kubschütz
Kubschütz, in alto sorabo Kubšicy, è un comune di 2.835 abitanti della Sassonia, in Germania.
Appartiene al circondario (Landkreis) di Bautzen (targa BZ).